# Wates (Wates)
Wates is een bestuurslaag in het regentschap Kediri van de provincie Oost-Java, Indonesië. Wates telt 3006 inwoners (volkstelling 2010).